# الوجودية المسيحية

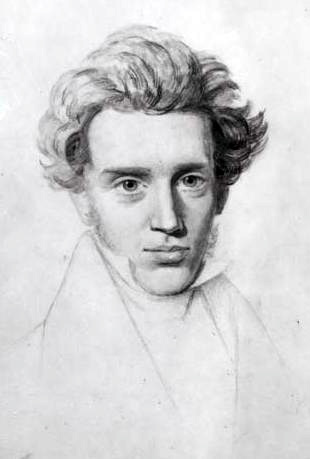

الوجودية المسيحية هي حركة ثيو الفلسفي الذي يأخذ نهجا الوجودي لاللاهوت المسيح وغالبا ما تتبع المدرسة الفكرية إلى أعمال الفيلسوف الدنماركي سورين كيركيغارد واللاهوتي (1813-1855)، الذي يعتبر والد الوجودية.